# Federazione di rugby a 15 di Malta
La Federazione Rugby XV di Malta (in inglese: Malta Rugby Football Union) è l'organo che governa il Rugby a 15 a Malta.
Affiliata all'International Rugby Board, è inclusa fra le nazionali di terzo livello senza esperienze di Coppa del Mondo.